# Ansprand
Ansprand (ca. 657 – 712) var en langobardisk konge af Italien der kortvarigt regerede i år 712, men desuden regerede som værge for kong Liutpert i år 700 til 701. Derudover var hertug af Asti.
Efter at kong Cunipert døde i 700, var hans søn Liutpert udset som tronarving. Men han var da stadig blot et barn og Raginpert benyttede sig af dette til at bemægtige sig tronen i 701 – men døde selv kort efter. Raginpert havde sat sin egen søn Aripert op som tronarving men efter Raginperts død blev Aripert kastet i fængsel af Liutperts tilhængere, Ansprand og Rotarit – hertugen af Bergamo. Året efter, i 702, lykkedes det Aripert at flygte og besejrede Ansprand og Rotarit i to slag og kastede i stedet den unge konge i fængsel og lod sig selv krone. Den afsatte konge (Liutpert) lod han senere drukne mens han var i bad. Ansprand flygtede først til Isola Comacina, en lille ø på Comosøen, og senere over Alperne til Theodbert af Bayern. Aripert lod Ansprands familie kaste i fængsel hvor de alle blev grufuldt mishandlet; Ansprands kone Theodorada og datter Aurona blev vansiret for at ødelægge deres skønhed og fik deres næse og ører skåret af, sønnen Sigiprand fik øjnene revet ud, kun Ansprands mindste søn Liutprand (senere konge) lod han slippe uskadt da han regnede ham for ubetydelig. Han slap over til Ansprand i Bayern.
Efter ni års landflygtighed i Bayern, lykkedes det for ham tidligt i året 712 at samle en stor hær, som han marcherede mod Aripert i Pavia. I marts måned kom det til slag, som blev langt og blodigt og varede helt til mørket sænkede sig. Der var ingen klare sejrherre, men Ariperts styrker syntes alligevel at have klaret sig bedst, da Aripert gjorde den store fejltagelse at flygte til Pavia. Hans soldater, der derefter fandt ham som en kujon, svigtede ham. Aripert der da så hans styre vakle ville flygte videre til frankerne, men druknede da han på vej til Frankrig svømmede over floden Ticino og blev vejet ned af de mange skatter han havde taget med sig.
Efter hans død blev Ansprand kronet. Han blev konge i marts måned og døde i juni. Han efterlod sig sønnen Liutprand, som blev konge efter ham.